# 벨리브

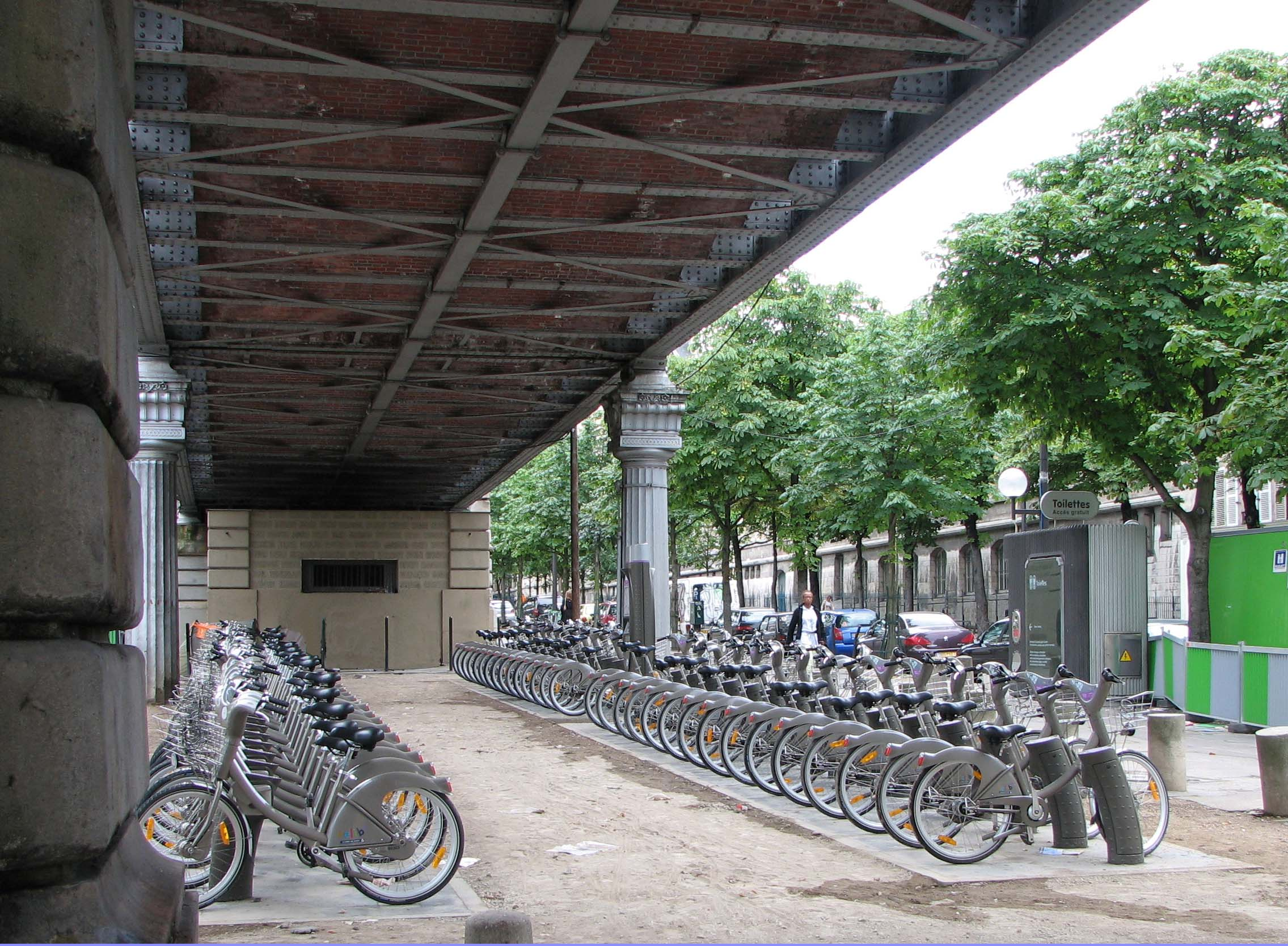
자전거 대여소의 모습

벨리브(프랑스어: Vélib’)는 프랑스 파리의 공공 자전거 대여 제도로 2007년 7월 15일 750개의 대여소에서 10,000대의 자전거를 빌려주며 시작되었다. 대여소는 15대 이상의 자전거와 보관대를 보유하고 있다. 이후 대여 자전거의 수가 20,000대로 늘어났고 대여소도 1,450개 소로 증가하여 시내 중심에는 반경 300m 안에 하나의 대여소가 존재하는 셈이다. 세계에서 가장 큰 자전거 대여 제도가 되었다.

## 요금
회원 가입 시에 보증금으로 150 유로를 내야하고, 1년 가입비는 29유로이며, 단기로 대여할 수도 있는데 이 경우 신용카드로 보증금 150유로(별 탈이 없으면 지출되지 않는다)을 내야 한다. 1일 가입비는 1유로, 1주일 가입비는 5유로이다.
대여할 때 최초 30분은 무료이며 이후 30분 단위로 요금이 누진되어 부과된다. 1시간은 1유로, 1시간 반은 3유로, 2시간은 7유로, 5시간은 31유로로 누진된다. 짧은 이동간에 이용되며 회전율이 높다. 요금은 주로 신용카드로 결제되며 지하철이나 버스에 사용하는 교통가드(Pass NAVIGO)로 지불할 수 있다.